# Crêt Pourri
Le crêt Pourri est un sommet du massif du Jura culminant à 1 029 m d'altitude.

## Géographie
Le crêt Pourri est situé sur le territoire de la commune de Saint-Claude, près du lieu-dit La Main Morte. La ligne de crête à laquelle il appartient domine la ville de Saint-Claude, le mont Bayard, la vallée du Flumen et la terminaison-sud des gorges de la Bienne.
Le crêt Pourri est constitué de calcaires du Jurassique supérieur que l'on trouve sous forme oolithique, marneuse et de récifs. Ils témoignent de l'environnement lagunaire et tropical que connaissait la région à cette époque.